# Платкув
Платкув (пол. Płatków) — село в Польщі, у гміні Забродзе Вишковського повіту Мазовецького воєводства.
Населення — 136 осіб (2011).
У 1975-1998 роках село належало до Остроленцького воєводства.

## Демографія
Демографічна структура станом на 31 березня 2011 року:
|          | Загалом | Допрацездатний вік | Працездатний вік | Постпрацездатний вік |
| -------- | ------- | ------------------ | ---------------- | -------------------- |
| Чоловіки | 72      | 13                 | 54               | 5                    |
| Жінки    | 64      | 7                  | 42               | 15                   |
| Разом    | 136     | 20                 | 96               | 20                   |